# Білогривська сільська рада
Білогри́вська сільська́ ра́да — колишній орган місцевого самоврядування у Кролевецькому районі Сумської області. Адміністративний центр — село Білогриве.

## Загальні відомості
- Населення ради: 590 осіб (станом на 2001 рік)

## Населені пункти
Сільській раді були підпорядковані населені пункти:
- с. Білогриве
- с-ще Луч
- с. Медведеве
- с. Пасіка
- с. Перемога
- с. Сажалки
- с. Хрещатик
- с. Шлях

## Склад ради
Рада складалася з 14 депутатів та голови.
- Голова ради: Костюченко Надія Василівна
- Секретар ради: Тимченко Тетяна Дмитрівна

### Керівний склад попередніх скликань
| Прізвище, ім'я, по батькові | Основні відомості                                                               | Дата обрання | Дата звільнення |
| --------------------------- | ------------------------------------------------------------------------------- | ------------ | --------------- |
| Ляховка Віра Володимирівна  | Сільський голова, 1953 року народження, позапартійна                            | 26.03.2006   | 07.08.2008      |
| Костюченко Надія Василівна  | Сільський голова, 1973 року народження, позапартійна                            | 30.11.2008   | 31.10.2010      |
| Рева Володимир Михайлович   | Сільський голова, 1968 року народження, освіта середня спеціальна, безпартійний | 31.10.2010   | 18.09.2011      |
| Костюченко Надія Василівна  | Сільський голова, 1973 року народження, освіта вища, член Партії регіонів       | 07.02.2012   |                 |

Примітка: таблиця складена за даними сайту Верховної Ради України